# ناحیه اماندا، شهرستان فرفیلد، اوهایو
شهرستان اماندا، بخش فرفیلد، اوهایو (به انگلیسی: Amanda Township, Fairfield County, Ohio) یک منطقهٔ مسکونی در ایالات متحده آمریکا است که در اوهایو واقع شده‌است.

## خصوصیات
شهرستان اماندا ۹۵٫۵ کیلومترمربع مساحت و ۲٬۴۲۹ نفر جمعیت دارد و ۲۸۶ متر بالاتر از سطح دریا واقع شده‌است.